# Carburo di argento
Il carburo di argento è un composto inorganico dell'argento con il carbonio.
 Si presenta come un solido biancastro o grigio.

## Proprietà
Il carburo di argento è insolubile in acqua e non sono conosciuti solventi capaci di scioglierlo.
È un potente esplosivo capace di detonare a circa 3460 m/s e senza sviluppare alcun gas, secondo la seguente reazione:
Ag2C2 → 2Ag + 2C
Il composto è poco pericoloso quando umido ma diventa instabile una volta asciutto, e la sola luce del sole può farlo detonare; è inoltre tossico.

## Sintesi
La sintesi del carburo di argento avviene facendo gorgogliare acetilene in una soluzione di nitrato di argento e acido nitrico diluito (per controllare la reazione).
Dopo poco precipita un solido bianco.
2AgNO3(aq) + C2H2(g) → Ag2C2↓ + 2HNO3(aq)